# مأموریت استادیوم
مأموریت استادیوم (کرواتی: Akcija stadion) فیلمی به زبان کرواتی و کارگردانی دوشان ووکوتیچ است که در سال ۱۹۷۷ منتشر شد.

## بازیگران
- فرانیو مایتیچ
- بوژیدار آلیچ
- زوونکو لپتیچ
- هرمینا پیپینیچ
- سلوبودن دیمیتریویچ
- ایگور گالو
- دوشان یانیچیویچ